# The Long Riders
The Long Riders is een western uit 1980 geregisseerd door Walter Hill met in de hoofdrollen James Keach, Stacy Keach en David Carradine.
Het scenario van de film is gebaseerd op gebeurtenissen rondom de beruchte James-Younger bende die tussen 1866 - 1882 diverse banken, treinen en postkoetsen overviel. Bijzonder aan de film is dat de verschillende broers die in de film de hoofdrol spelen (zoals Jesse en Frank James en de gebroeders Younger) ook door echte acterende broers worden vertolkt.
De film was een redelijk succes in de bioscopen. In het eerste jaar bracht de film bijna 16 miljoen op en dat zou oplopen tot 23 miljoen in het jaar daarop. Er was wel veel kritiek op het geweld in de film. Regisseur Hill gebruikte vertragingstechnieken, waardoor de "inslagen van kogels" zeer duidelijk te zien zijn.

## Verhaal
De James-Younger bende overvalt een bank. Bendelid Ed Miller wordt ongeduldig en schiet geheel onnodig een kassier dood. De bende weet te vluchten, maar op het nippertje. Als ze in veiligheid zijn, gooit Jesse James met ieders instemming, Ed Miller uit de bende. De bendeleden besluiten zich gedeisd te houden, zeker als blijkt dat de mannen van het beroemde detectivebureau Pinkerton zijn ingeschakeld. Al te benauwd maakt men zich niet aangezien de bevolking van de streek waar de bende woont op hun hand is. De Pinkertons blijven jagen op de bende en twee van hen gooien een bom naar het huis van de moeder van James en Frank James. Hun kleine broertje komt om bij deze aanslag. Vanaf dat moment is het oorlog tussen de bende en Pinkertons. De bende vermoordt de schuldige Pinkertonmannen en wordt vervolgens weer opgejaagd door de Pinkertons en US-Marshalls. Weer gaat de bende voor een tijdje uiteen. Er wordt getrouwd en gewerkt aan nieuwe huizen. Cole Younger besluit de vrouw achterna te gaan van wie hij houdt, Belle. Maar Belle is inmiddels getrouwd met Sam Starr. Beide mannen bevechten elkaar in een messengevecht, waarbij Cole ten slotte wint. Maar hij buit de overwinning niet uit en keert zonder Belle huiswaarts. Ook de rest van de bende is weer onrustig en zoekt actie. Ze komen weer bijeen en besluiten om het werkterrein te verleggen en de First National Bank of Northfield in Northfield, Minnesota te overvallen. De bank ligt in een andere staat, ver weg van hun normale werkterrein. De overval blijkt een dramatische vergissing. De bewoners van de stad liggen in een hinderlaag en de bende wordt van alle kanten beschoten. De gebroeders Younger en Clell Miller raken zwaargewond, maar weten buiten de stad te komen. Jesse James neemt dan een besluit: hij laat de gewonde bendeleden aan hun lot over en vlucht met zijn broer Frank. Clell overlijdt ter plaatse en de gebroeders Younger worden gearresteerd. De gebroeders James weten te ontkomen en bouwen de bende weer op. Er zijn twee nieuwe rekruten voor de bende, zoals Bob en Charlie Ford. Als James de broers in zijn huis uitnodigt, wordt hij door hen in zijn rug geschoten en gedood. Niet veel later geeft Frank James zich over.

## Rolverdeling
The Long Riders is deels een opvallende film door Hills beslissing om de verschillende broers die in de film de hoofdrol spelen ook door echte acterende broers te laten vertolken. 
| Acteur                 | Personage       | Nota                          |
| ---------------------- | --------------- | ----------------------------- |
| James Keach            | Jesse James     | broer van Stacy Keach         |
| Stacy Keach            | Frank James     | broer van James Keach         |
| David Carradine        | Cole Younger    |                               |
| Keith Carradine        | Jim Younger     | halfbroer van David Carradine |
| Robert Carradine       | Bob Younger     | halfbroer van David Carradine |
| Dennis Quaid           | Ed Miller       |                               |
| Christopher Guest      | Charley Ford    |                               |
| Nicholas Guest         | Robert Ford     |                               |
| Ever Carradine         |                 | dochter van Robert Carradine  |
| Kalen Keach            | Jesse James jr. | zoon van James Keach          |
| Savannah Smith Boucher | Zee James       |                               |
| Kevin Brophy           | John Younger    |                               |
| Harry Carey, Jr.       | George Arthur   |                               |
| Shelby Leverington     | Annie Ralston   |                               |
| Felice Orlandi         | Mr. Reddick     |                               |
| Pamela Reed            | Belle Starr     |                               |
| Lin Shaye              | Kate            |                               |
| James Remar            | Sam Starr       |                               |

## Voorgeschiedenis
De gebroeders Keach, James en Stacy, liepen in de jaren zeventig van de vorige eeuw rond met het idee om een film te maken rond de legendarische bandiet Jesse James. James Keach had in 1975 gespeeld in de tv-film The Hatfields and the McCoys (1975), over een ruzie tussen twee families in Kentucky rond 1880 en hij had het idee om een dergelijke film te maken rond de Jesse-Younger bende. Hij wilde zijn broer Stacy inzetten als Frank James en zocht acterende broers om de rollen van de gebroeders Younger in te vullen. Robert Carradine die ook in The Hatfields and the McCoys had gespeeld, stelde voor om zijn broer Keith en zijn halfbroer David bij de productie te betrekken. Al snel wist James Keach ook de broers Randy en Dennis Quaid te interesseren voor de rollen van Clell en Ed Miller, terwijl Beau Bridges en Jeff Bridges toezegden de rol van de gebroeder Ford te spelen. Om studio United Artists te interesseren voor het project hield James Keach een uitbundig feest op zijn ranch in Malibu. De studiobazen waren enthousiast en hechtten hun goedkeuring aan het project. Op het laatste moment moesten echter de gebroeders Bridges vervangen worden door Christopher Guest en Nicolas Guest. Zowel Beau en Jeff waren inmiddels andere verplichtingen aangegaan.

## Scenario
Als regisseur werd Walter Hill aangetrokken. Hill was al sinds 1968 actief in de filmindustrie, aanvankelijk als assistent-regisseur en later als scenarist. Hij was verantwoordelijk voor scenario's als The Getaway (1972) en Hickey & Boggs (1972). In 1975 debuteerde hij als regisseur van zijn eigen scenario Hard Times met Charles Bronson. Vervolgens regisseerde hij succesvolle actiefilms als The Driver (1978) en The Warriors (1979). De films van Hill zijn eigenlijk westerns, ook al spelen ze in de moderne tijd. De hoofdrolspelers zijn alleen opererende antihelden die vaak strijden tegen een overmacht. The Long Riders vormde dan ook een project dat precies paste in het wereldbeeld van Hill. James was in zijn ogen een antiheld, een voormalige rebel uit het Zuidelijke leger die streed tegen de overmacht van de "Yankees" die het zuiden van de VS tiranniseerden na de Amerikaanse Burgeroorlog. Zonder dat hij er voor vermeld werd op de titelrol herschreef Hill het scenario van Bill Bryden, Steven Philip Smith en de gebroeders Keach. Hij tilde het simpele verhaal van de ondergang van een bandiet boven zichzelf uit en veranderde het in het een westernopera met Jesse James als de dramatische hoofdpersoon. De geschiedenis van de James-Younger bende werd gecomprimeerd, waarbij de overvallen werden afgewisseld met soapachtige taferelen rond de families Younger en James. De uitgebreide aandacht die Hill geeft aan de romances van de Youngers en James met de lokale schoonheden, geeft het scenario een menselijke kant die tegenwicht biedt aan de geweldsexplosies van de verschillende bankovervallen en schietpartijen met de Pinkerton detectives.

## Productie
Met een budget van 10 miljoen dollar begonnen de opnames van de film in juli 1979. Er werd gefilmd in
Parrott, Georgia, Rusk, Texas, Sierra Nevada Mountains, Californië, Tuolumne County, Californië, en Westville, Georgia. Het gedeelte van de film over de bankoverval in Northfield, Minnesota werd opgenomen in Parrott, Georgia. In november 1979 werden de opnamen afgerond, waarna de postproductie tot februari 1980 duurde. Afgezien van de gebroken neus die Dennis Quaid opliep tijdens de opnamen waren er weinig problemen op de set. Dit mag een wonder heten gezien de stunts die voor deze film uit de kast worden gehaald. Met name de scènes van de bankoverval van Northfield zijn uitermate spectaculair. De scène waarbij de bende dwars door de ramen van een winkel rijdt, eiste het nodige van de stuntmensen (en van de acteurs die niet altijd vervangen konden worden). Voor de rit door de winkel werd het ruit vervangen door gesponnen suiker en de planken en balken grotendeels doorgezaagd. Ook werden het binnengaan van de winkel en het er weer uitrijden gefilmd op verschillende locaties.

## Muziek
De originele soundtrack is van Ry Cooder. Cooder won de Best Music award in 1980 van de Los Angeles Film Critics Association Awards voor deze soundtrack. De volgende nummers zijn in de film te horen:
- "Hold to God's Unchanging Hand" (traditional) - gearrangeerd door Ry Cooder (tekst: Franklin L. Eiland)
- "Jack of Diamonds" (traditional) - gearrangeerd door Ry Cooder
- "I'm a Good Old Rebel" (traditional ("Lily of the West") gearrangeerd door Ry Cooder (tekst: Innes Randolph)
- "The Girl I Left Behind Me" (traditional) - gearrangeerd door Ry Cooder
- "The Battle Cry of Freedom" (George Frederick Root) - gearrangeerd door Ry Cooder

## Historie en fictie

### Jesse James en zijn bende
Jesse James was al tijdens zijn leven beroemd en berucht. Er verschenen lovende krantenartikelen over hem waarin hij werd afgeschilderd als een moderne Robin Hood. Ook inspireerde hij talloze stuiverromans die al tijdens zijn leven verschenen. Later kwamen er boeken, toneelstukken, liedjes, tv-series en films bij. Zijn eigen zoon, Jesse James jr., speelde de hoofdrol in de eerste stomme film rond Jesse James. James was de leider van de James-Youngerbende en naar moderne maatstaven een bandiet en een moordenaar. James zelf zag zich echter als een rebel, een man die voortging met de strijd tegen de Noordelijke overwinnaars van de Amerikaanse Burgeroorlog, maar ook als een moderne Robin Hood, die stal van de rijken en het geld aan de armen gaf. Zijn aanhangers, gewone burgers in Missouri zagen James als een van hen, een man die durfde op te staan tegen de overheid. Voor de inwoners van het zuiden van Amerika was de nederlaag die men leed in de Burgeroorlog, reden om zich af te zetten tegen de overheid van de weer herenigde Verenigde Staten van Amerika. Nog altijd is in het zuiden de Amerikaanse overheid weinig populair. Er is geen bewijs dat de James-Younger bende het gestolen geld aan de armen gaven, of sowieso aan anderen. Dus het verhaal van de moderne Robin Hood lijkt vergezocht. Wel is bewezen dat bij de overvallen van de bende onschuldige voorbijgangers omkwamen en kassiers werden vermoord. Het is om die reden verleidelijk James en zijn bende te zien als een groep moordende bandieten. Maar de gebroeders James en de Youngers waren wel degelijk ook een soort vrijheidsstrijders. Tijdens de Amerikaanse Burgeroorlog werd de staat Missouri verscheurd door groepen die of het Noorden steunden of het Zuiden. De moeder van Frank en Jesse James was een fanatieke aanhangster van het Zuiden, terwijl de vader van Cole Younger op de hand van het Noorden was. Na de dood van zijn vader door Noordelijke troepen, liep Cole over naar het Zuiden. Samen met de gebroeders James en de Millers vochten de Youngers mee met de zogenaamde bushwhackers, ongeregelde strijders die verenigd onder een leider tegen het noorden vochten. Ze vochten eerst onder Bill Quantrill en later onder William "Bloody Bill" Anderson. Na de overgave van het zuidelijke leger begon de Amerikaanse overheid met het vrijlaten van de slaven en werden de inwoners van Missouri beknot in hun rechten. De Bushwhackers kwamen uit protest hiertegen weer bijeen onder leiding van hun oude commandant Archie Clement en begonnen de autoriteiten lastig te vallen door allerlei overvallen te plegen. Na de dood van Clement nam Jesse James diens taak over en ging hij met de James-Youngerbende verder. Na de moord op Jesse James in 1882 begon ook de legende rond Jesse James zich verder te ontwikkelen. Hij werd afwisselend neergezet als een rebel, een moderne Robin Hood, een psychopathische moordenaar, een vrijheidsstrijder, een wreker, een gewone bandiet en een held uit het tijdperk van het Wilde Westen. Wie of wat Jesse James nu werkelijk was, valt moeilijk op te maken uit al die publicaties. In ieder geval zet Walter Hill Jesse James in The Long Riders neer als een mens met zijn fouten en goede bedoelingen. Een voormalige rebel die zichzelf ziet als een vrijheidsstrijder maar in feite afgezakt is tot het niveau van een moordende bandiet.

### De film en de echte gebeurtenissen
Het scenario voor The Long Riders is, afgezien van de verdichting, verrassend nauwkeurig. De meeste gebeurtenissen die in de film zijn te zien, zijn echt gebeurd, met name de overvallen en de gevechten met de Pinkerton-detectives. Zoals gezegd is de geschiedenis van de bende ingekort en lijkt alles zich af te spelen in de periode van een paar jaar in plaats van de veertien jaar waarin de bende actief was. Hier en daar heeft Hill gebeurtenissen verplaatst of personen verwisseld. Zo werd Ed Miller pas na de dood van Clell Miller in de bende opgenomen, en waren ze niet tegelijkertijd actief zoals in de film. Andere gebeurtenissen zijn wel terug te voeren op echte gebeurtenissen. Een aantal voorbeelden:
- In de film is te zien hoe de bende zich verschuilt in de schuur van een bevriende boer. Ze worden vervolgens omsingeld door een posse en beschoten. De bende weet vervolgens te ontsnappen. Deze scène is gebaseerd op waargebeurde feiten rond een boerderij in Civil Bend, Missouri, op 24 juni 1871.
- Aan het begin van de film schiet Ed Miller een kassier dood bij de beroving van een bank. Later wordt hij voor deze daad uit de bende gezet. Deze scène lijkt te verwijzen naar de bankoverval in Columbia in Kentucky op 29 april 1872. Hierbij werd de kassier R.A.C. Martin doodgeschoten door een van de bendeleden. Het is echter zo goed als zeker dat dit niet Ed Miller was, aangezien deze toen nog geen deel uitmaakte van de bende.
- In de film is te zien hoe de bende voor het eerst een trein overvalt. In werkelijkheid overviel de bende op 21 juli 1873 voor het eerst een trein, de Rock Island Railroad bij Adair in Iowa. Hierbij kwam de machinist om het leven, toen de bende de trein liet ontsporen. Deze overval is echter niet te zien in de film. Wat de film wel laat zien is een latere overval op 31 januari 1874 toen de bende de passagiers van de Iron Mountain Railway bij Gads Hill, Missouri beroofde.
- De bende overviel ook een paar postkoetsen. In de film is te zien dat een van de Youngerbroers de hand schudt van een veteraan uit het zuidelijke leger die in de koets zit en de man niet berooft. In werkelijkheid overviel de bende in januari 1874 de postkoets tussen Malvern en Hot Springs in Arkansas. Hierbij werd ook een veteraan uit het zuidelijke leger van zijn horloge beroofd. De bende stuurde het horloge later aan de man terug.
- In de film is te zien dat John Younger samen met zijn broer Jim wordt aangehouden door drie mannen van Pinkerton. John Younger wordt zonder waarschuwing doodgeschoten. Jim Younger doodt vervolgens de mannen van Pinkerton. In werkelijkheid werden John en Jim Younger op 17 maart 1874 bij Monegaw Springs, Missouri aangehouden door John Boyle en Louis J. Lull van Pinkerton en hulpsheriff Edwin B. Daniels. In het vuurgevecht dat volgende werd John Younger gedood door Lull. Jim Younger doodde Daniels en verwondde Lull dodelijk. Boyle wist te ontsnappen.
- De bomaanslag op het huis van de moeder van Jesse James door Pinkertonmedewerkers die in de film is te zien, vond inderdaad zo plaats op 25 januari 1875. Archie Samuel, de negenjarige halfbroer van Frank en Jesse, werd gedood. Alleen raakte in het echt ook de moeder van de gebroeders James zwaargewond; ze raakte haar arm kwijt bij de aanslag. De executie van de Pinkertonmannen die in de film is te zien, heeft niet plaatsgevonden; wel doodde een onbekende schutter Daniel Askew, een buurman van moeder James en een aanhanger van de Noordelijken. Askew had de Pinkertons onderdak gegeven.
- De overval op de First National Bank of Northfield op 7 september 1876 vormt het zwaartepunt van de film. In de film wordt de indruk gewekt dat de bende in een soort val loopt die door burgers van Northfield is opgezet. In werkelijkheid had de bende door zich hun opvallende gedrag verraden en toen de overval begon, werden burgers opgeroepen om gewapend naar de bank te komen. Dat de makers van de film oog hebben gehad voor historisch detail blijkt wel uit het feit dat zelfs de verwondingen die de bende opliep overeenkwamen met de werkelijkheid. Zo werd Jim Younger in zijn kaak getroffen. In de film is dit in slow motion te zien.
- Na de overval kwamen de gevluchte overvallers bijeen bij Mankato. Daar werd besloten om uiteen te gaan. De gewonde Youngers gingen te voet naar het westen, de gebroeders James vluchtten naar het zuiden. De Youngers werd achterhaald en gevangengenomen, Frank en Jesse James wisten te ontkomen. In de film wordt de indruk gewekt dat Jesse de zwaargewonde Youngers en de stervende Clell Miller in de steek laat. Dit is altijd ontkend door de Youngers.
- In de film wordt vervolgens de indruk gewekt dat Jesse James niet lang na de overval in Northfield werd doodgeschoten. In werkelijkheid begon Jesse na een rustperiode van drie jaar in 1879 een nieuwe bende, waarin onder andere de gebroeders Ford en Ed Miller werden opgenomen. Er volgden weer bankovervallen en overvallen op treinen en geldlopers. Op 3 april 1882 schoot Bob Ford Jesse James in zijn achterhoofd.

In de film wordt geen reden voor deze daad gegeven, behalve dat Ford uit was op de beloning die op James' hoofd stond. Dit komt overeen met historische gebeurtenissen, maar de film vermeldt niet dat Bob Ford ruzie had met een bendelid van Jesse James, Dick Liddil, die hun zuster had beledigd en hun zwager had gedood. Ford nam wraak door de bende van James uit te schakelen, de beloning op te strijken en amnestie te krijgen voor zijn daden.

## Andere films rond de James-Younger bende
- Jesse James Under the Black Flag (1921)
- Jesse James as the Outlaw (1921).
- Jesse James (1927)
- Jesse James
- Days of Jesse James (1939)
- The Return of Frank James (1940)
- Bad Men of Missouri (1941)
- Jesse James at Bay (1941)
- Jesse James Rides Again (1947)
- The Younger Brothers (1949)
- I Shot Jesse James (1949)
- Kansas Raiders (1950)
- The Great Missouri Raid (1951)
- Jesse James Women (1954)
- The True Story of Jesse James (1957)
- Alias Jesse James (1959)
- Young Jesse James (1960)
- Jesse James meets Frankenstein's Daughter (1966)
- A time For Dying (1969)
- The Great Northfield Minnesota Raid (1972)
- The Last Days of Frank and Jesse James (1986)
- Frank & Jesse (1996)
- Purgatory (1999)
- American Outlaws (2001)
- Jesse James: Legend, Outlaw, Terrorist (2005)
- The Assassination of Jesse James by the Coward Robert Ford (2007)